# Helm (Familienname)
Helm ist ein deutscher Familienname.

## Namensträger
- A. Helm (1899–1973), deutscher Geologe und Historiker, siehe Eugen Fischer (Historiker)
- Alfred Helm (* 1932), deutscher Fußballspieler
- Amand Helm (1831–1893), österreichischer Maler und Fotograf
- Andreas Helm, österreichischer Oboist und Hochschullehrer
- Anna Helm (* 1982), deutsche Basketballspielerin
- Anne Helm (Schauspielerin) (* 1938), kanadische Schauspielerin
- Anne Helm (* 1986), deutsche Synchronsprecherin und Politikerin
- Anny Helm (1903–1993), österreichische Opernsängerin (Sopran)
- Bert van der Helm (* 1948), niederländischer Tischtennisspieler und -trainer
- Bob Helm (1914–2003), US-amerikanischer Klarinettist
- Brigitte Helm (Brigitte Eva Gisela Schittenhelm; 1906 oder 1908–1996), deutsche Schauspielerin
- Christa Helm (1949–1977), US-amerikanische Schauspielerin
- Christian Helm (* 1952), deutscher Fußballspieler
- Christoph Helm (* 1949), deutscher klassischer Philologe, Historiker und Wissenschaftsadministrator
- Christopher Helm (1937–2007), schottischer Ornithologe und Verleger
- Clementine Helm (1825–1896), deutsche Autorin
- Curt Christian Helm (auch Kurt Helm; 1900–1936), deutscher Rechtsanwalt und Politiker (NSDAP)
- Darren Helm (* 1987), kanadischer Eishockeyspieler
- David Helm (* 1990), deutscher Jazzmusiker
- Dieter Helm (1941–2022), deutscher Politiker
- Dietmar Helm (* 1954), deutscher Wasserballspieler, Sportfunktionär und Sozialarbeiter
- Dörte Helm (1898–1941), deutsche Malerin und Grafikerin
- Drew Helm (* 1984), US-amerikanischer Fußballspieler
- Eberhard Helm (* 1952), deutscher Leichtathlet
- Eilke Brigitte Helm (1936–2023), deutsche Medizinerin, AIDS-Ärztin
- Erwin Helm (1910–1993), Offizier der Wehrmacht
- Everett Helm (1913–1999), US-amerikanischer Komponist, Musikwissenschaftler und Journalist
- Fay Helm (1909–2003), US-amerikanische Schauspielerin
- Georg Helm (1851–1923), deutscher Mathematiker
- Gerhard Helm (* 1939), deutscher Fußballspieler
- Gunnar Helm (Synchronsprecher) (* 1956), deutscher Synchronsprecher
- Gunnar Helm (Footballspieler) (* 2002), US-amerikanischer Footballspieler
- Hans Helm (Politiker) (1903–1993), österreichischer Politiker (SPÖ)
- Hans Helm (SS-Mitglied) (1909–1947), deutscher Polizeiattaché und SS-Sturmbannführer
- Hans Helm (Leichtathlet) (1914–2002), deutscher Leichtathlet
- Hans Helm (Sänger) (1934–2023), deutscher Sänger (Bariton) und Schauspieler
- Harvey Helm (1865–1919), US-amerikanischer Politiker
- Heinrich Helm († 1560), deutscher Franziskaner und Kontroverstheologe
- Ingo Helm (* 1955), deutscher Autor und Regisseur
- Johann Georg Helm (1931–2000), deutscher Rechtswissenschaftler
- Johannes Helm (Heimatforscher) (1921–1998), Pädagoge und Heimatforscher des Markgräflerlandes
- Johannes Helm (Psychologe) (* 1927), deutscher Psychologe
- John L. Helm (1802–1867), US-amerikanischer Politiker
- Josef Helm (1884–1965), österreichischer Politiker
- Judith van der Helm (* 2005), niederländische Handballspielerin
- June Helm (1924–2004), US-amerikanische Anthropologin
- Kai Helm (* 1957), deutscher Schauspieler und Regisseur
- Karl Helm (Mediävist) (1871–1960), deutscher Mediävist und Religionswissenschaftler
- Karl Helm (Sänger) (1938–2012), deutscher Opernsänger (Bass)
- Knox Helm (1893–1964), britischer Kolonialgouverneur und Botschafter
- Lambert Ludolph Helm (1535–1596), niederländischer Humanist, Pädagoge und Dichter
- León Helm (* 1995), deutscher American-Football-Spieler und Notfallsanitäter
- Levon Helm (1940–2012), US-amerikanischer Musiker
- Luise Helm (* 1983), deutsche Schauspielerin und Synchronsprecherin
- Manfred Helm (* 1959), österreichischer Physiker
- Mathew Helm (* 1980), australischer Wasserspringer
- Matthias Helm (Mediziner) (* 1959), deutscher Mediziner
- Matthias Helm (Sänger), österreichischer Sänger (Bariton)
- Oliver Helm (* 1977), deutscher Politiker (Piratenpartei, Die Linke), MdA
- Otto Helm (1826–1902), deutscher Bernsteinforscher
- Philipp Helm (* 1971), österreichischer Priester
- Richard Helm, Informatiker
- Robert Helm (1879–1955), deutscher Tuchindustrieller und Politiker
- Roland Helm (* 1966), deutscher Wirtschaftswissenschaftler und Hochschullehrer
- Rolf Helm (1896–1979), deutscher Jurist und Politiker (SED)
- Rüdiger Helm (* 1956), deutscher Kanute
- Rudolf Helm (1872–1966), deutscher klassischer Philologe
- Rupert Helm (1748–1826), österreichischer Benediktiner und Komponist
- Stephan Helm (* 1983), österreichischer Fußballspieler
- Sarah Helm (* 1956), britische Journalistin und Sachbuchautorin
- Susanne Helm (* 1961), deutsche Leichtathletin, siehe Susanne Beyer (Leichtathletin)
- Theresia Helm (Theresia Bruckner, 1801–1860), Mutter des Komponisten Anton Bruckner
- Tijmen van der Helm (* 2004), niederländischer Autorennfahrer
- Yannik Helm (* 1992), deutscher Komponist und Arrangeur
- Zach Helm (* 1975), US-amerikanischer Regisseur und Drehbuchautor